# جاكوب هولم
جاكوب هولم (5 سبتمبر 1995 في الدنمارك - ) (بالدنماركية: Jacob Holm)‏ هو لاعب كرة يد دانمركي في مركز ظهير ‏. لعب مع نادي فوكس برلين لكرة اليد.

## وصلات خارجية
- جاكوب هولم على موقع الاتحاد الأوروبي لكرة اليد (الإنجليزية)
- جاكوب هولم على موقع الدوري الألماني لكرة اليد (الألمانية)
- جاكوب هولم على موقع أوليمبيديا (الإنجليزية)